# United States Army Test and Evaluation Command
L’U.S. Army Test and Evaluation Command (ATEC) est l'un des 11 direct reporting units (DRU) de la U.S. Army basé à Arlington, Virginie.

## Histoire
Le 1er octobre 1999, l'Operational Test and Evaluation Command (OPTEC) fut redésigné par le Vice-Chief of Staff of the United States Army pour devenir l'U.S. Army Test and Evaluation Command.

## Structure
L'ATEC est composé des commandements majeurs subordonnés suivants:
- United States Army Developmental Test Command (DTC)
  - Aberdeen Test Center (ATC)
  - Aviation Technical Test Center (ATTC)
  - Dugway Proving Ground (DPG)
  - Electronic Proving Ground (EPG)
  - Redstone Technical Test Center (RTTC)
  - White Sands Missile Range (WSMR)
  - Yuma Proving Ground (YPG)
    - Cold Regions Test Center (CRTC)
    - Tropic Regions Test Center (TRTC)
- United States Army Operational Test Command (OTC)
- United States Army Evaluation Center (AEC)